# Steve Lacy
Steven Norman Lackritz (Nueva York, 23 de julio de 1934-4 de junio de 2004), conocido en el mundo del jazz como Steve Lacy, fue un saxofonista estadounidense. Lacy fue diagnosticado con cáncer en agosto de 2003, siguió tocando y enseñando hasta semanas antes de su muerte a la edad de 69 años.

## Historial

### Primera época
Fotógrafo profesional, comienza a tener contactos con la gente del jazz a comienzo de los años 50, vendiéndoles retratos tomados en sus conciertos. A raíz de ello, comienza a estudiar el clarinete, instrumento que cambiará por el saxo soprano a partir de 1954. coordina sus estudios de música en Boston con colaboraciones con diversos músicos de jazz tradicional: Pee Wee Russell, Henry Red Allen, Dickie Wells, Buck Clayton, Zutty Singleton, Willie The Lion Smith y otros muchos.
En 1953, comienza a trabajar con Cecil Taylor, con el que permanecerá seis años, que cambiarán totalmente su enfoque del jazz. Participa en el primer disco del pianista (1955) y, a final de la década, comienza a trabajar con Gil Evans participando, entre 1962 y 1964 en las bandas que Evans reúne para respaldar a Miles Davis y Kenny Burrell; bandas en las que tuvo de compañeros, en la cuerda de saxofones, a Eric Dolphy, Phil Woods y Wayne Shorter.

### Elfree jazz
Su primer disco como líder, lo firmó en 1957, junto a Wynton Kelly; después grabará con Mal Waldron y Elvin Jones. Frecuenta a Sonny Rollins y Ornette Coleman, con quien graba, así como con Jimmy Giuffre. Su pasión por la música de Thelonious Monk, le lleva a integrar un cuarteto, al comienzo de los años 60, junto a Roswell Rudd, que solamente interpretaba obras de Monk. Después, se introduce, como casi todos los músicos jóvenes de la época, en el free jazz, colaborando con la Jazz Composer's Orchestra y Don Cherry, trasladándose a Europa, donde toca con el contrabajista Niels-Henning Orsted Pedersen y otros músicos, incluida Carla Bley y Enrico Rava. Aunque será, especialmente, con el grupo formado junto a Michel Portal y alan Silva, cuando se sumerja totalmente en las experiencias free.
En los años 80, desarrolla una gran actividad discográfica, junto a Mal Waldron y un gran número de músicos europeos, incluidos la Globe Unity Orchestra y músicos hindúes, ensayando también el espectáculo visual, incluyendo coreografías.

## Estilo
Frente a la tendencia general, entre los saxofonistas, de utilizar el soprano como complementario del alto o el tenor, Lacy es un especialista casi exclusivo de aquel. Su forma de abordar la música se basa en romper, contradecir, destruir los conceptos, para crear, originando secuencias telúricas, rupturas entre frases y contrastes abruptos. Todo ello, expresado con un lirismo particular.

## Discografía

### Como líder
- Soprano Sax (1957)
- Reflections (1959)
- The Straight Horn of Steve Lacy (1961)
- Evidence (1962)
- Disposability (1966)
- Sortie (1966)
- The Forest And The Zoo (1967)
- Roba (1969)
- Moon (1969)
- Epistrophy (1969)
- Wordless (1971)
- Lapis (1971)
- The Gap (1972)
- Concert Solo (1974)
- The Crust (1975)
- Scraps (1975)
- Flakes (1975)
- School Days (1975)
- Stalks (1975)
- Saxophone Special (1976)
- Dreams (1976)
- Stabs (1976)
- Clangs (1976)
- Trickles (1976)
- The Wire]] (1977)
- Sidelines (1977)
- Straws]] (1977)
- Raps (1977)
- Threads (1977)
- Lumps (1978)
- Follies (1978)
- The Owl (1978)
- Axieme (1978)
- Clinkers (1978)
- Catch (1978)
- Points (1978)
- Shots (1979)
- Torments (1979)
- The Woe/Crops (1979)
- Stamps (1979)
- Eronel (1979)
- Troubles (1979)
- The Way (1980)
- Capers (1981)
- Tips (1981)
- Songs (1981)
- Ballets (1981)
- The Flame (1982)

- Blinks (1984)
- Prospectus (1984)
- Futurities (1985)
- Chirps (1985)
- The Condor (1986)
- Outings (1986)
- Hocus-Pocus (1986)
- Deadline (1987)
- Only Monk (1987)
- The Kiss (1987)
- The Gleam (1987)
- One Fell Swoop (1987)
- Momentum (1987)
- The Window (1988)
- Image (1989)
- The Door (1989)
- Morning Joy (1990)
- Anthem (1990)
- Rushes: Ten Songs from Russia (1990)
- Steve Lacy Solo (1991)
- More Monk (1991)
- Flim-Flam (1991)
- Itinery (1991)
- Remains (1992)
- Live A Sweet Basil (1992)
- Spirit of Mingus (1992)
- We See (1993)
- Vespers (1993)
- Clangs (1993)
- Revenue (1995)
- Packet (1995)
- Actuality (1995)
- Bye-Ya (1996)
- Five Facings (1996)
- Associates (1996)
- Blues for Aida (1996)
- 5 x Monk 5 x Lacy (1997)
- Live at Unity Temple (1998)
- Sands (1998)
- The Cry (1999)
- The Rent (1999)
- The Joan Miro Foundation Concert (1999)
- Monk's Dream (1999)
- Snips (2000)
- Hooky (2000)
- The Holy La (2002)
- 10 of Dukes & 6 Originals (2002)
- The Beat Suite (2003)
- Materioso (Monk's Moods) (2003)
- New Jazz Meeting Baden-Baden 2002 (2004)

### conMal Waldron
- Journey Without End (1971)
- Mal Waldron with the Steve Lacy Quintet (1972)
- Hard Talk (1975)
- One-Upmanship (1977)
- Moods (1978)
- Snake-Out (1982)
- Let's Call This (1986)
- Sempre Amore (1987)
- Live at Sweet Basil (1987)
- Hot House (1991)
- Let's Call This... Esteem (1993)
- I Remember Thelonious (1996)
- Communique (1997)
- One More Time (2002)
- Japan Dream (2004)
- At the Bimhuis 1982 (2006)

### Álbumes en los que interviene como invitado
- Dick Sutton - Jazz Idiom (1954)
- Dick Sutton Sextet - Progressive Dixieland (1954)
- Tom Sutton - Quintet/Sextet (1956)
- Whitey Mitchell Sextette - Whitey Mitchell Sextette (1956)
- Cecil Taylor - Jazz Advance (1956)
- Gil Evans - Gil Evans & Ten (1957)
- The Cecil Taylor Quartet - At Newport (1958)
- Gil Evans - Great Jazz Standards (1959)
- Miles Davis - Quiet Nights (1963)
- Thelonious Monk - Big Band and Quartet In Concert (1964)
- Gil Evans - The Individualism of Gil Evans (1964)
- Kenny Burrell - Guitar Forms (1965)
- Jazz Composers Orchestra - Communication (1965)
- Giorgio Gaslini - Nuovi Sentamenti (1966)
- Gary Burton - A Genuine Tong Funeral (1967)
- Globe Unity Orchestra - Compositions (1979)
- Nino Rota - Amarcord (en "Roma") (1980)
- Varios - Interpretations Of Monk (1981)
- Roswell Rudd - Regeneration (1983)
- Misha Mengelberg, Steve Lacy et. al. - Change Of Season (1984)
- Tiziana Ghiglioni - Somebody Special (1986)
- Steve Lacy, Evan Parker, Lol Coxhill - Three Blokes (1994)